# Air VIA
Air VIA — авиакомпания, базирующаяся в Софии, Болгария.
Организует чартеры по заказу туроператоров. Основными базами являются аэропорты Софии и Варны. После Болгариан Эйр Чартер является крупнейшей чартерной авиакомпанией Болгарии. На ноябрь 2014 года авиакомпания полеты не выполняет.

## История
Авиакомпания была создана и начала работу в 1990 году под названием Варненские Международные Авиалинии, использовались самолёты Ту-154М. Учредителями компании является группа болгарских частных инвесторов, главными заказчиками чартеров являются BG Tours (Германия), Jetair (Бельгия), Neckermann Deutschland, Prodintour (Франция) и TUI Deutschland. В штате компании 142 сотрудника.
Air Via заменила свой флот Ту-154 на Airbus A320-200.

## Направления

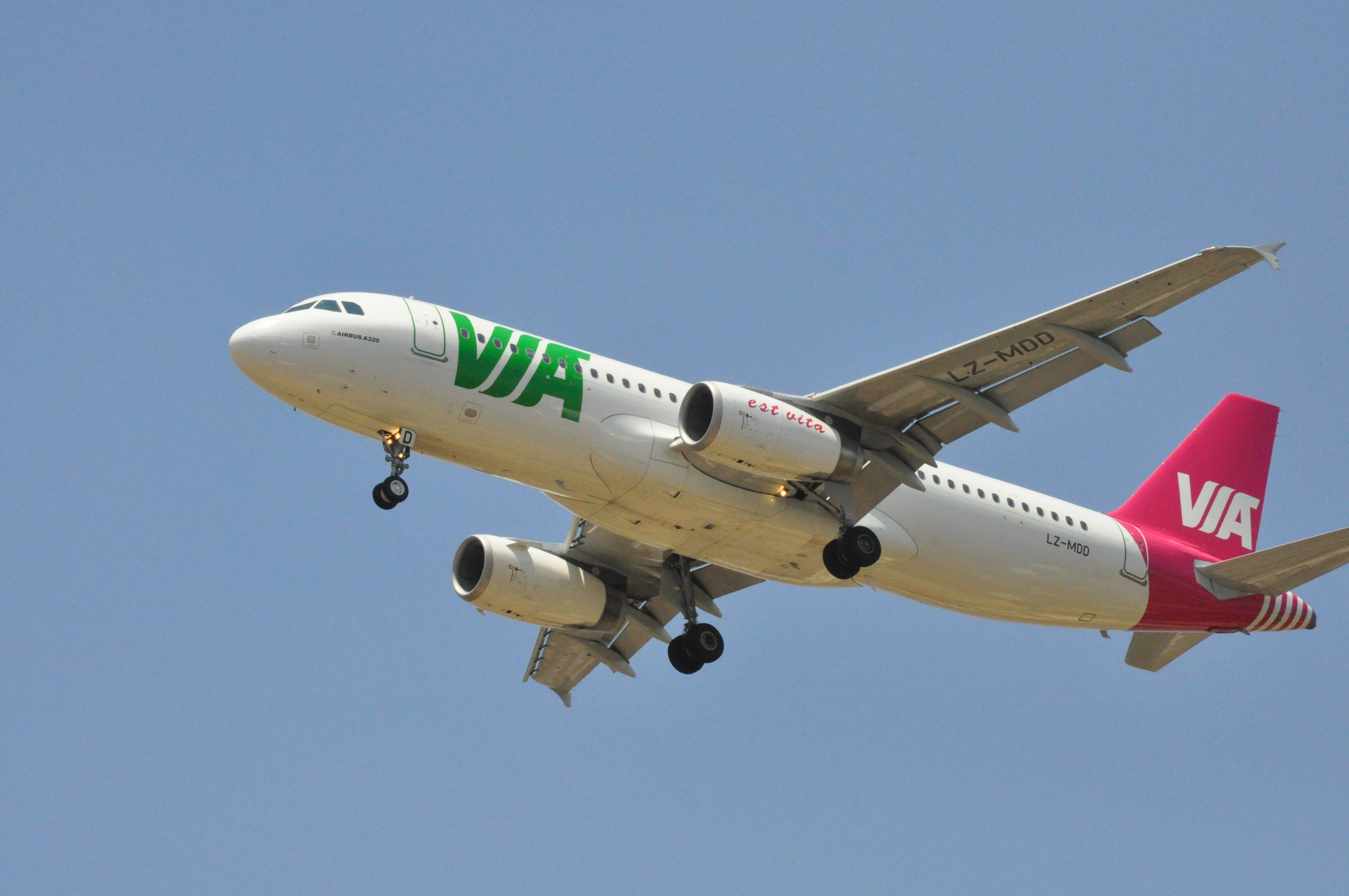
Airbus A320-232 Air VIA

Основными направлениями Air Via являются аэропорты Болгарии и Германии.

## Флот
Флот Air VIA (на 2016 г):
- 2 Airbus A320-214
- 1 Airbus A321-231